# ダウンタウン (お笑いコンビ)
ダウンタウン（DOWNTOWN）は、日本のお笑いコンビ。1982年結成。吉本興業所属。NSC大阪校1期生。

## メンバー
浜田 雅功（はまだ まさとし、1963年〈昭和38年〉5月11日 -（62歳））
ツッコミ担当。
兵庫県尼崎市出身。身長165 cm、血液型A型。喫煙者。

松本 人志（まつもと ひとし、1963年〈昭和38年〉9月8日 -（61歳））
ボケ・ネタ作り担当。
兵庫県尼崎市出身。身長172 cm、血液型B型。非喫煙者。

## 概要
1982年にコンビ結成、NSC大阪校の1期生として入学した。1987年、帯番組『4時ですよーだ』で大きく注目を集め関西でアイドル的な人気を博す。1988年、『夢で逢えたら』で東京へ進出。1989年に『ダウンタウンのガキの使いやあらへんで!』、1991年に『ダウンタウンのごっつええ感じ』、1993年に『ダウンタウンDX』、1994年に『HEY!HEY!HEY! MUSIC CHAMP』が放送開始し全国的に人気を獲得。コンビ活動の他に浜田は俳優・歌手・司会者、松本はライブ・ビデオ・作家・映画監督などソロ活動も活発に行なった。中でも『ガキの使いやあらへんで!』は、現在も続く長寿番組である。

## 経歴

### NSC入学
共に尼崎市立潮小学校、尼崎市立大成中学校の同級生。高校はお互い別々だったが、高校卒業後の1982年3月に浜田が吉本の開校した新人タレント養成所『吉本総合芸能学院（通称：NSC）』による1期生募集のチラシを見つけたのがきっかけで、同年4月4日にNSC1期生として入学。当時の松本は就職が決まっていたものの、中学時代に約束していたこともあり、浜田から誘われて吉本入りを決意した。
入学わずか2ヶ月目にして、テレビ初出演となる毎日放送『素人名人会』にて名人賞を獲得。その1ヵ月後には『第3回今宮子供えびすマンザイ新人コンクール』で福笑い大賞を受賞。これらの功績が認められ、NSC在学生では異例の早さで「なんば花月」の公演へ5日間ではあるが特別出演した。
8月、フジテレビ『笑ってる場合ですよ!』の素人・アマチュア芸人の勝ち抜けコーナー「お笑い君こそスターだ!」へ「まさし・ひとし」として出場、5週勝ち抜きグランドチャンピオンに輝いた。番組内ではNSC在学生ということは伏せられ、素人としての出演だった。
その後も劇場で舞台を踏みながら、『第13回NHK上方漫才コンテスト』『第4回ABC漫才・落語新人コンクール』へ出場。
1983年4月21日、阪急ファイブ8F・オレンジルームで同期のハイヒール、銀次・政二と共にコントライブ「ごんたくれ」（全3回）の第1回公演を開催。後の心斎橋筋2丁目劇場による笑いの原型を開拓させたイベントであった。
「松本・浜田」「まさし・ひとし」「青空てるお・はるお」「ライト兄弟」「まさと&ひとし」などコンビ名を定着させずに活動していたが、同年5月にコンビ名を現在の「ダウンタウン」へと正式に改めた。同年6月6日になんば花月上席初出演を果たす。
コンビ名の由来について松本は「考え過ぎるのやめようって。どこかの喫茶店で、週刊誌をペラペラッとやって、指で押さえたところをコンビ名にしようぜってなったんですよ。それがダウンタウンだったんです」と語っている。
1984年、『第14回NHK上方漫才コンテスト』で優秀賞を受賞。『第5回ABC漫才・落語新人コンクール』では最優秀新人賞を受賞した。

### 「心斎橋筋2丁目劇場 in 南海ホール」誕生
当時の吉本は、漫才ブームの終焉によって花月三館（なんば花月・うめだ花月・京都花月）の観客も若年層より年配層が多くを占めていた。NSC時代から2人のマネージャー的存在であった大﨑洋（元・吉本興業ホールディングス代表取締役会長）は、才能こそあったものの注目度の低かったダウンタウンに対して「彼らの場を作ってやらんといかん」と大﨑が発起人となり、当時大阪・心斎橋に南海電気鉄道が賃貸契約していた劇場「南海ホール」での定期開催を計画。ターゲットを若年層に絞り、若手と共に1984年7月12日「心斎橋筋2丁目劇場 in 南海ホール」（通称「心劇」）を毎週末に開催した。

### 「心斎橋筋2丁目劇場」オープン
1985年10月、関西テレビ『今夜はねむれナイト』内にて3分程度によるコントコーナー「ダウンタウン劇場（シアター）」でテレビレギュラー番組を獲得。また、ラジオ大阪『おっと!モモンガ』金曜日の司会者に起用される。南海ホールでの定期ライブ「心斎橋筋2丁目劇場」も徐々に反響を呼ぶようになり、多くの若者から支持を受ける。
1986年、南海ホールでの定期ライブ「心斎橋筋2丁目劇場」はハイヒール・まるむし商店・おかけんた・ゆうた・非常階段・130R・今田耕司・東野幸治らとの公演で人気を博し、入場できない程のファンが詰めかけていた。同時期には南海ホールの経営が南海電鉄から吉本に移り、「大阪にもスタジオアルタのようなホールを創ろう!」という企画が持ち上がったことから総工費約2,000万円をかけて改装され、同年5月16日には正式に「心斎橋筋2丁目劇場」の名称で吉本の常設劇場としてリニューアルオープン。8月6日に大阪城野外音楽堂で当時の2丁目劇場主要メンバー「おさわがせ2丁目探険隊 来てもた大阪城」を開催した。

### 『4時ですよーだ』
1987年4月6日、ダウンタウンがMCを務める平日夕方の帯番組『4時ですよーだ』（毎日放送）が放送開始。当番組を機にダウンタウンの人気が爆発、同年9月27日には大阪厚生年金会館でコンサート「DOWNTOWN SCANDALS」を開催し、会場は若年層の女性ファンで超満員となった。その人気に肖り当時の吉本若手タレントでは珍しく、写真集の発売や歌手としてデビューアルバムも発売。この影響で、NSC7期生（1988年度）の生徒数が以前のNSC卒業生の総数を上回る現象も起こった。当番組開始から芸人としての月給が初めて20万円を超えたと、2010年に放送された特別番組『7時ですよーだ』内で語っている。
関西で爆発的な人気を獲得したダウンタウンは、その勢いで東京へも活躍の場を広げる。1988年10月13日、ウッチャンナンチャン・野沢直子・清水ミチコとのコント番組『夢で逢えたら』（フジテレビ）が関東ローカル（後に全国ネット）でスタート。また、2丁目劇場の東京公演「おでかけでっせ、ラフォーレまっせ」をラフォーレ原宿で不定期に開催していた。
当時の1987年11月に行われた雑誌のインタビューで、「東京で番組を1本持っているのは維持したい（松本）」「東京へ来ることは僕らにとってマイナスにはなりませんからね（浜田）」と2人とも意欲を見せるような発言をしていた一方で、ニッポン放送からはそれとなく（2時間番組でのパーソナリティの）話があったが自分たちは今東京で2時間やっても持たないのが分かっているので、また全国的に馴染みの無い者がいきなり全国ネットの番組に登場するのはかなり厳しいものがあるなどを理由に遠慮したと、当時は東京進出にまだ慎重的な考えもあったことを明かしている。

### 東京進出
1989年、吉本から本格的な東京進出命令が下る。以前から『ひょうきん予備校』『欽ドン!ハッケヨーイ笑った!』、そして前年からスタートしていた『夢で逢えたら』などの東京に出向いて番組へ出演していたが『4時ですよーだ』の司会を同年4月より7月まで一時交代し、『森田一義アワー 笑っていいとも!』（フジテレビ）のレギュラーとなる。9月29日に『4時ですよーだ』が最終回を迎え、10月3日に『ダウンタウンのガキの使いやあらへんで!』（日本テレビ）が関東ローカルで放送開始。同年に第24回上方漫才大賞大賞を受賞した。
1991年4月からは『世界の常識・非常識!』（フジテレビ）にレギュラー出演。
1991年12月8日、3度の特番放送を経て『世界の常識・非常識!』の後番組『ダウンタウンのごっつええ感じ』が放送開始される。ダウンタウンが得意とするシュールなコントで全国的に不動の人気を掴み、全盛期には視聴率20％を超えるお化け番組へと成長。1993年10月21日には読売テレビ制作の全国ネット番組『ダウンタウンDX』が、1994年10月17日にはフジテレビで音楽番組『HEY!HEY!HEY! MUSIC CHAMP』が放送開始された。

### 個人としての活動〜『ごっつええ感じ』終了
浜田は東京進出後に数々のドラマへ出演など、俳優業にも活動の幅を広げる。1995年3月15日、小室哲哉との音楽ユニット・H Jungle with tを結成しデビューシングル『WOW WAR TONIGHT 〜時には起こせよムーヴメント』を発売するとオリコンチャートで7週連続1位を獲得、CDセールスは約200万枚という大ヒットを飛ばした。同年の大晦日放送『第46回NHK紅白歌合戦』にも初出場、同番組ではGEISHA GIRLSに扮した松本が浜田にも内緒でゲスト出演していた。
一方で松本はお笑いの活動にこだわり、1994年には入場料1万円のライブ「寸止め海峡（仮題）」、1995年には日本武道館で初の芸人による1人単独ライブ「松風'95」を開催し独自の笑いを生み出し続けていった。1993年から1995年にかけて、松本が『週刊朝日』に連載していたエッセイ（「オフオフダウンタウン」）が単行本化される。題名は『遺書』『松本』で、それぞれ250万部、200万部を売り上げた。1995年には芸能人長者番付で松本が1位、浜田が2位となった。
1997年11月、番組改編期でもない11月に『ダウンタウンのごっつええ感じ』が突如打ち切りとなり、それを受けダウンタウンのバラエティ番組の傾向が変化していく（詳細はダウンタウンのごっつええ感じ#突然の放送終了参照）。

### 2000年代
2000年4月15日、松本と中居正広のW主演でドラマ『伝説の教師』（日本テレビ）が放送開始。最終回には浜田と木村拓哉が特別出演した。
2001年4月21日、浜田主演のドラマ『明日があるさ』（日本テレビ）が放送開始。このドラマの主要メンバーで構成された音楽グループ・Re:Japanを結成して『明日があるさ』をリリース、同年の大晦日放送の『第52回NHK紅白歌合戦』にも出場した。
10月12日、突如打ち切りとなった『ごっつええ感じ』が『ダウンタウンのものごっつええ感じスペシャル』として一夜限りの復活を遂げる。以降ダウンタウンとして10年間、地上波ではコントを披露する機会がなかった。
2004年11月17日、作詞:松本人志、作曲・バックコーラス:槇原敬之、歌:浜田雅功として『チキンライス』（浜田雅功と槇原敬之）を発売。

### 2010年代
2011年6月5日放送『爆笑!大日本アカン警察 2時間スペシャル』で、事務所の後輩であるナインティナイン（岡村隆史・矢部浩之）と14年ぶりの共演。
2011年11月5日、NHK総合で松本出演のコント番組『松本人志のコントMHK』のレギュラー放送第1回のゲストとして、相方である浜田とコントを披露。ダウンタウンとしてコントを披露するのは2001年放送の『－ものごっつええ感じスペシャル』以来である。
2012年4月8日、吉本興業100周年特別公演にダウンタウン・今田耕司・東野幸治・130R・木村祐一などでかつて花月で行われていた興行「ポケットミュージカルス」を復活。公演内容は『ごっつええ感じ』の男性陣で構成された人気コントキャラ・エキセントリック少年ボウイオールスターズによる『「エキセントリック少年ボウイ」のテーマ』や、浜田が『WOW WAR TONIGHT 〜時には起こせよムーヴメント』を熱唱するなど豪華なラインナップであった。
10月20日、ダウンタウン結成30周年記念特設サイトが公開される。
2013年2月5日から、吉本興業100周年記念公演『吉本百年物語 アンチ吉本・お笑いレボリューション』で、ダウンタウンが若手時代に活躍していた「心斎橋筋2丁目劇場」が舞台化された。この公演ではダウンタウンを間慎太郎（浜田）、趙珉和（松本）が演じた。
2014年3月31日放送の『笑っていいとも! グランドフィナーレ 感謝の超特大号』で、一部ネットなどで不仲説が囁かれていたとんねるず（石橋貴明・木梨憲武）と1987年5月4日の『MBSヤングタウンVSとんねるず野球大会』（毎日放送テレビ・ラジオ）・1994年10月3日放送の『1994FNS番組対抗!なるほど!ザ・秋の祭典スペシャル』（フジテレビ系）以来となる約20年ぶりでテレビでは3度目の共演を果たし、同じく不仲説があった爆笑問題（太田光・田中裕二）とも1989年1月1日放送の『初詣!爆笑ヒットパレード』（フジテレビ系）以来となる約25年ぶりの共演を果たした。また、ウッチャンナンチャン（内村光良・南原清隆）ともコンビとしては1998年『いろもん豪華特別版』（日本テレビ系）以来となる16年ぶりに共演している。
2015年8月28日放送の『ダウンタウンなうSP』で、B21スペシャル（ヒロミ・ミスターちん・デビット伊東）と『全員出席!笑うんだってば』（日本テレビ系）以来となる26年ぶりの共演を果たした。

### 2020年代
2021年8月28〜29日放送の『FNSラフ&ミュージック』にて、松本がサポーターとして出演。第1夜では生ブッキングのコーナーで内村に生電話して出演交渉を行い、第2夜では番組終盤にて内村と『笑っていいとも! グランドフィナーレ 感謝の超特大号』以来7年ぶりに共演し、ダウンタウンとウンナンの2組で番組をやりたいと話した。さらに爆問とも同じく『笑っていいとも! グランドフィナーレ 感謝の超特大号』以来、7年ぶりの共演を果たした。
10月2日放送の『お笑いの日2021』では、『賞金奪い合いネタバトル ソウドリ〜SOUDORI〜』のMCである有田哲平（くりぃむしちゅー）と、TBSで『史上空前!! 笑いの祭典 ザ・ドリームマッチ2005』以来16年ぶりの共演を果たす。
2022年4月3日、大阪・なんばグランド花月で行われた吉本興業110周年記念イベント「伝説の一日」において、同舞台上での漫才を約31年ぶりに披露した。

## 芸風

### 漫才
ネタはコント漫才が多く、代表的なネタとしては「誘拐」「医者」「クイズ」「『あ』研究家」などがある。
松本のボソボソと喋るボケに浜田のいなすようなツッコミが特徴で、漫才ブームの頃はハイテンポなしゃべりが主流だったためゆっくりなテンポで間を空けたスタイルは異質とされ、横山やすしからは「チンピラの立ち話」と酷評された。
『ダウンタウンのごっつええ感じ』でコントに注力するようになってからは、ダウンタウンとしての漫才はビデオ『ダウンタウンの流』を最後に演じていなかったが、先述の通り2022年4月に開催された「伝説の一日」千穐楽参回目の大トリにおいて、約31年ぶりの漫才（新ネタ）を披露している。

### 漫才師としての評価
島田紳助は紳助・竜介時代、NSCでダウンタウンの漫才を見た時の衝撃は忘れられないと語っている。漫才ブームの頃は早いテンポの漫才が多かったが、ダウンタウンは遅いテンポだったことで松本に「このテンポはどうするんや」と尋ねると、「いや、俺らはこのテンポ変えるつもりはありません。このままでいきます」と返されて後に紳助はダウンタウンの漫才の方向性が正しかったことに衝撃を受けた。また、紳助・竜介が解散するきっかけとなったコンビもダウンタウンであり、1985年5月にうめだ花月上席の舞台袖でダウンタウンの漫才を目にしたことで自分たちの限界を感じ、吉本本社に出向きコンビ解散の意志を告げた。同年5月20日に行われた記者会見で紳助は、解散理由について「阪神・巨人やサブロー・シロー、ダウンタウンには勝てない」と、当時まだ無名であったダウンタウンの名を挙げた。
ビートたけしは、松本との対談でダウンタウンの漫才について「（ツービートの漫才は）あの当時としては新しいことをやってたんだけど、かなり荒いんだよね。その時代のあとに出てきたダウンタウンはもっときめ細かい。おいらの2、4、6、8というネタの切り取り方が、1、2、3、4でとってきたという感じ。乗った時は0.1とか0.2の刻みでとり出したという感じがある。スピード的には2、4、6と飛んでいくから、B&Bとかおいらの漫才のほうが早いんだけど、ダウンタウンは0.1をじっくりもたせちゃうというところがある。おいらの5分ネタを30分ぐらいやれる細かさで、その感じをよくわからせたのがダウンタウンの漫才だ。それは進化だと思う」と評した。
宮川大助（宮川大助・花子）は、医者の漫才で「気象衛星ひまわりから撮ったレントゲン写真です」というボケを聞いた際に「あ、負けたなと。そんなの想像できひんなと思った」と当時の衝撃を語り、「時代が変わる」と感じた旨を振り返っている。
太田光は先述の「伝説の一日」を有料配信で観ており、ダウンタウンの漫才を「凄いな、立ち話みたいな感じで漫才をやるっていうのが。俺らにはできないスタイルだから、めちゃくちゃ面白かった」「あれが本当の漫才のスタイルだな」「ずっとネタをやってほしい」と絶賛していた旨を金ちゃん（鬼越トマホーク）が証言し、坂井良多（鬼越トマホーク）も「漫才をやり続けた爆笑問題さん的にも『ダウンタウンさんが漫才に帰ってきたことが凄く嬉しい』って言ってました」と付け加えている。また、金ちゃんも松本と太田の関係について「いろいろあったんで聞きづらかったんですけど」としつつ、太田の言葉に対しては「いろいろと知ってるからグッとこみ上げるものが。（ダウンタウンを）凄い認めてましたね、やっぱり」と感じた旨を語っている。

### コント
『今夜はねむれナイト』のコーナー「ダウンタウン劇場（シアター）」で初めてセットを使ったコントを披露した。ウンナン・野沢直子・清水ミチコとのコント番組『夢で逢えたら』でユニットコントを演じ、『ダウンタウンのごっつええ感じ』では多くのコント・キャラクターを生み出し、ベタなコントからマニアックなコントまで幅広く演じた。
小松純也は松本およびダウンタウンのコントについて、「作り手としても演じ手としてもすさまじいっていうことじゃないですか。結局、演じることに長けている人はいる。お笑いの作り手としても、部分部分は優れてる人はいると思うんです。けれど、あの人の場合はそれが全部同居している。発想の次元でいうと、それまでのコントと彼ら以降で一番変わっていった大きなポイントというのは、『面白い人がいてその人が面白い』ということではなくなった。『関係性の笑い』をメジャーにしていった」と語っている。
悲しさや切なさを感じさせるコントも多く、松本は「僕、ハッピーエンドが嫌いなんですよ。だから映画でもそうなんですけど、ちょっとどこか救われへんのが好きやったりするんです。ハッピーエンドやと終われないんですよ、やっぱり。ハッピーエンドで終わっても何か一旦終りみたいな。（中略）でも、理屈じゃなくてありますね。どうしてもそっち……行きますね。『トカゲのおっさん』なんてほんと悲しいですよ(笑)。（中略）でも、おもしろいことってね、切ない中にあると思うんですね。何か切ないからおもしろい方向に行ってしまうっていうことは絶対あると思うんですよ」と語っている。

## 出囃子
- 佐野元春「ダウンタウン・ボーイ」 - 結成当初に使用[20]。
- EPO「DOWN TOWN」 - 『伝説の一日』出演時に使用[8]。

## 出演
ダウンタウンとしての出演番組を記載。個人での出演作品は浜田雅功、松本人志を参照。

### 現在放送中のレギュラー番組
2015年3月末以降、全ての番組が冠番組である。
- 水曜日のダウンタウン（TBSテレビ系）
- ダウンタウンのガキの使いやあらへんで!（日本テレビ系）

### スペシャル番組
- キングオブコント（TBSテレビ）2008年 -
- ドリーム東西ネタ合戦（TBSテレビ）2014年 -
- お笑いの日（TBSテレビ）2020年 -

### 過去に出演したテレビ番組ラジオ番組/CM
- ダウンタウン物語（1987年 - 1988年、毎日放送/関西ローカル）
- 花王名人劇場 よしもとマネージャー物語（1987年10月18日、関西テレビ）
- 桂三枝の大当り!初春長屋（1988年1月4日、関西テレビ/関西ローカル）
- THE 吉本興業殺人事件（1988年12月27日、朝日放送「火曜スーパーワイド」枠）
- ウッチャンナンチャンのコンビニエンス物語（1990年、テレビ東京）※ゲスト出演
- 世にも奇妙な物語「逆転」（1992年、フジテレビ）※カメオ出演
- 竜馬におまかせ!（1996年、日本テレビ）※浜田主演、松本は町娘役でゲスト出演
- 伝説の教師（2000年、日本テレビ）※松本主演、浜田は最終回にゲスト出演
- 明日があるさ（2001年、日本テレビ）

- ABOBAゲーム（1984年 - 1985年、朝日放送）※初レギュラー番組
- 今夜はねむれナイト（1985年10月 - 1987年9月、関西テレビ/関西ローカル）
- なげやり倶楽部（1985年10月 - 12月、読売テレビ/関西ローカル）
- さんまの駐在さん（1985年、朝日放送/関西ローカル）
- ひょうきん予備校（1986年10月 - 1987年9月、フジテレビ/関東ローカル）
- 欽ドン!ハッケヨーイ笑った!（1986年11月 - 1987年2月、フジテレビ）
- 4時ですよーだ（1987年4月 - 1989年9月、毎日放送/関西ローカル）
  - 週刊ダウンタウン・おいしいとこスペシャル（1987年10月 - 1989年3月、『4時ですよーだ』の総集編）
- ひょうきんミニ放送局（1987年10月 - 1988年2月、フジテレビ/関東ローカル）
- ダウンタウンのゆーたもん勝ち（1988年4月 - 9月、毎日放送/関西ローカル）
- Boy Meets Girl 恋々!!ときめき倶楽部（1988年10月 - 1989年3月、日本テレビ/関東ローカル）
- 働けダウンタウン（1988年10月 - 1989年3月、毎日放送/関西ローカル）
- 夢で逢えたら（1988年10月 - 1991年11月、フジテレビ）
- DAY BREAK（1988年 - 1989年、中部日本放送(現・CBCテレビ)/中京ローカル）
- 森田一義アワー 笑っていいとも!（1989年4月 - 1993年3月、フジテレビ）
  - 笑っていいとも!増刊号（1989年4月 - 1993年3月、『笑っていいとも!』の総集編）
  - 笑っていいとも!特大号（1989年 - 1993年、『笑っていいとも!』の年末SP）
- ツキイチダウンタウン（1989年4月 - 9月、毎日放送/関西ローカル）
- ききわけのない悪魔達（1989年 - 1990年、テレビ東京）
- ダウンタウンスペシャル（1989年10月 - 1990年3月、毎日放送/関西ローカル）
- 全員出席!笑うんだってば（1989年10月 - 12月、日本テレビ）
- 紳助のとんでもいい夢（1990年4月 - 10月、日本テレビ/関東ローカル）
- ビレッジ吉本（1990年8月 - 1991年3月、TBSテレビ）
- DANCE DANCE DANCE（1990年10月 - 1991年、フジテレビ）
- ダウンタウンの素（1990年10月 - 1992年3月、毎日放送/関西ローカル）
- 夕焼けの松ちゃん浜ちゃん → 松ちゃん浜ちゃんの純情通り3番地（1990年12月 - 1992年3月、朝日放送/関西ローカル）
- 世界の常識・非常識!（1991年4月 - 11月、フジテレビ）
- 夢の中から（1991年12月 - 1992年3月、フジテレビ）
- ダウンタウンのごっつええ感じ（1991年12月 - 1997年11月、フジテレビ）
- 摩訶不思議 ダウンタウンの…!?（1992年4月 - 1993年9月、朝日放送/関西ローカル）
- 生生生生ダウンタウン（1992年4月 - 1993年3月、TBSテレビ）
- ダウンタウン也（1993年4月 - 9月、TBSテレビ/関東ローカル）
- ダウンタウン汁（1993年10月 - 1994年9月、TBSテレビ/関東ローカル）
- 発明将軍ダウンタウン（1993年10月 - 1996年9月、日本テレビ）
- ダウンタウンDX（1993年10月 - 2025年6月、読売テレビ）
- HEY!HEY!HEY! MUSIC CHAMP（1994年10月 - 2012年12月、フジテレビ）
- かざあなダウンタウン（1995年5月 - 1996年3月、テレビ朝日）
- ダウンタウン・セブン（2001年10月 - 2003年3月、毎日放送）
- WORLD DOWNTOWN（2004年4月 - 9月、フジテレビ/関東ローカル）
- 考えるヒト（2004年10月 - 2005年9月、フジテレビ/関東ローカル）
- リンカーン（2005年10月 - 2013年9月、TBSテレビ）
- 爆笑 大日本アカン警察（2011年4月 - 2013年9月、フジテレビ）
- 100秒博士アカデミー（2013年10月 - 2014年3月、TBSテレビ）
- してみるテレビ!教訓のススメ（2013年11月 - 2015年3月、フジテレビ）
- ダウンタウンなう（2015年4月 - 2021年3月、フジテレビ）

- 2丁目おでかけ探検隊（1987年9月16日、毎日放送/関西ローカル）
- 2丁目真夜中探検隊（1987年9月26日、関西テレビ/関西ローカル）
- ダウンタウン劇場（1987年11月8日・1988年12月30日・1993年3月13日、関西テレビ/関西ローカル）[注 2]
- ダウンタウン&寛平のホノルルマラソン（1988年1月7日、読売テレビ/関西ローカル）
- 2丁目ヒミツ倶楽部（1988年1月14日、関西テレビ/関西ローカル）[注 3]
- ダウンタウンの2丁目十番勝負!（1988年3月19日、読売テレビ/関西ローカル）
- JRふれあいスペシャル グルメでライブ・おいしいがな!（1988年4月9日、毎日放送/関西ローカル）
- 2丁目爆笑ライブ見るまえに跳べ!!（1988年5月3日、朝日放送/関西ローカル「ABCホリデーワイド」枠）
- 激突!!おおさかNo.1決定戦 ダウンタウンvs寛平・淡海（1988年6月4日、読売テレビ/関西ローカル）[注 4]
- 2丁目おでかけ探検隊in韓国（1988年8月14日、読売テレビ/関西ローカル）
- 激笑トーク 紳助VS吉本ニューウェイブ -君はヨシモトを信じますか-（1988年8月26日、毎日放送/関西ローカル）
- 朝まで働けダウンタウン（1988年・1989年・1990年12月29日、毎日放送/関西ローカル）
- ダウンタウンのスチャラカ騒動（1989年3月21日、朝日放送/関西ローカル「ABCホリデーワイド」枠）
- ダウンタウンのそらアンタたまには帰ってくるで!（1990年5月6日、毎日放送/関西ローカル）
- ダウンタウンの笑わしたる隊（1990年8月16日、中部日本放送（現・CBCテレビ）/中部ローカル）
- クイズ・アメリカ物語（1990年9月8日、日本テレビ）[注 5]
  - クイズ・オセアニア物語（1991年2月10日、日本テレビ）[注 5]
  - クイズ・ハリウッド物語（1991年6月29日、日本テレビ）[注 5]
- ウッチャンナンチャン&ダウンタウンスペシャル〜SHA.LA.LA.の使いやあらへんで!!〜（1990年12月29日、日本テレビ）
- ダウンタウンのごっつええ感じ マジでマジであかんめっちゃ腹痛い（1991年1月3日、フジテレビ）
- ダウンタウンのガキの遊びやあらへんで!!〜ダウンタウン改造計画〜（1991年2月11日、日本テレビ/関東ローカル）
- ウッチャンナンチャン&ダウンタウンのびっくりさせまSHOW!!今夜決定ドッキリびっくりグランドチャンピオン!!（1991年4月8日、日本テレビ）
- ダウンタウンのごっつええ感じ（1991年5月28日・7月23日、フジテレビ「火曜ワイドスペシャル」枠）
- ダウンタウンの熱闘!!全九州お笑い選手権（1991年7月28日、テレビ西日本/九州ローカル）
- ダウンタウンの激笑歳末セール オマエら大人をなめんなよ!!（1991年12月26日、朝日放送）
- ダウンタウンスペシャル 男ットコ前やな〜!（1991年 - 1993年、日本テレビ）
- ダウンタウンの正月からかなわんな（1992年1月3日、中部日本放送（現・CBCテレビ））
- ダウンタウンの偽もんにだまされたらアホやでェ!!（1992年2月19日、テレビ朝日「水曜特バン!」枠）
- リトル4 芸能界ゴルフ王への道・入門編（1992年4月12日、フジテレビ）
- 24時間テレビ15 「愛は地球を救う」（1992年8月29日 - 30日、日本テレビ）
- 緊急生放送!笑いの竜巻（ハリケーン）笑都を直撃じゃ（1992年10月1日、毎日放送）
- ダウンタウンの1億2千万人のスーパー電リク（1992年10月7日・12月23日・1993年3月31日、TBS）
- 初詣!爆笑ヒットパレード（1993年・1995年・2000年、フジテレビ）
  - 第26回初詣!爆笑ヒットパレード・第2部（1993年1月1日）
  - 第28回初詣!爆笑ヒットパレード・第3部「ダウンタウンのめっちゃめでたい新年会」（1995年1月1日）
  - 第33回初詣!爆笑ヒットパレード（2000年1月1日）
- ダウンタウンのハッピーニューイヤ〜ンバカ〜ン!!（1993年1月2日・6月10日、日本テレビ）
- 花王ファミリースペシャル（関西テレビ）
  - きよし・ダウンタウンのおめでとう!新春吉本大マンザイ（1993年1月3日）
  - ダウンタウンのお勉強新年会 スターになる年'94（1994年1月3日）
- ダウンタウンの大挑戦 復活!なつかしのヒット番組総まくり（1993年1月4日、テレビ朝日）
- 夢で逢えたら伝説スペシャル〜NYで野沢直子を探すドキドキの48時間と大総集編〜（1993年4月10日、フジテレビ）
- ダウンタウンいたーいスペシャル!!アジアの国からコニャニャチワ（1993年8月20日、TBS「金曜テレビの星!」枠）
- ダウンタウンのイタい奴っちゃなァー芸能界まるごとウタわしたろかァ!?（1993年10月9日、フジテレビ）
- 年忘れソバ喰ってもちスペシャル しっかりせなあかんて!（1993年12月31日、フジテレビ）
- お年玉スペシャル 笑う正月!ハッスルかましてよかですか!?（1994年1月1日、フジテレビ）
- ダウンタウンの裏番組をブッ飛ばせ!!'94（1994年10月4日・12月31日、日本テレビ）
- YOKOWAZA特番とんずらスペシャル 松ちゃん浜ちゃんの笑いは格闘技だ!昔のVも見せたろか!!（1995年1月3日、フジテレビ）
- 一攫千金バラエティ ダウンタウンのアジャパーI（1995年3月15日、テレビ朝日「水曜特バン!」枠）
- ザッツお台場エンターテイメント!第2夜・アニメの38年「ダウンタウンの今夜は150分アニメデモミー賞」（1997年4月1日、フジテレビ）
- 疾風怒涛!FNSの日スーパースペシャルXI真夏の27時間ぶっ通しカーニバル〜REBORN〜（1997年7月26日 - 27日、フジテレビ）
- ダウンタウンの滅多に見れへん!1998年大賞（1998年12月30日、テレビ朝日）
- 2丁目劇場ファイナル ダウンタウンですよーだ（1999年3月13日、毎日放送/関西ローカル）
- ダウンタウンのものごっつええ感じスペシャル（2001年10月12日、フジテレビ）
- 芸能界あの頃みんな若かったスペシャル（2003年3月14日、フジテレビ「金曜エンタテインメント」枠）
- ダウンタウンのバラエティ50年史（2003年8月2日、日本テレビ）
- 謎を解け!まさかのミステリー（2004年12月3日・12月17日、日本テレビ）[注 6]
- クイズ!ヘキサゴン（2004年12月8日、フジテレビ）[注 7]
- 史上空前!! 笑いの祭典 ザ・ドリームマッチ（2005年 - 2014年・2020年、TBS）
- お笑い芸人親子で漫才王座決定戦スペシャル（2006年 - 2008年、フジテレビ）
- ダウンタウンvs魔術師Dr.レオン!! 絶対見破るぞ史上最強マジックSP（2006年・2007年、日本テレビ）
- ダウンタウンがキャスターやりますスペシャル（2006年・2007年、テレビ朝日）
- ダウンタウンのガキの使いやあらへんで! 大晦日年越しスペシャル（2006年 - 2020年、日本テレビ）
  - 絶対に笑ってはいけない警察24時!!（2006年12月31日 - 2007年1月1日）
  - 絶対に笑ってはいけない病院24時!!（2007年12月31日 - 2008年1月1日 ）
  - 2008年第1部 山崎VSモリマン 大晦日対決SP（2008年12月31日）
  - 2008年第2部 絶対に笑ってはいけない新聞社24時!（2008年12月31日 - 2009年1月1日）
  - 絶対に笑ってはいけないホテルマン24時（2009年12月31日 - 2010年1月1日）
  - 絶対に笑ってはいけないスパイ24時（2010年12月31日 - 2011年1月1日）
  - 絶対に笑ってはいけない空港24時（2011年12月31日 - 2012年1月1日）
  - 絶対に笑ってはいけない熱血教師24時（2012年12月31日 - 2013年1月1日）
  - 絶対に笑ってはいけない地球防衛軍24時（2013年12月31日 - 2014年1月1日）
  - 絶対に笑ってはいけない大脱獄24時（2014年12月31日 - 2015年1月1日）
  - 絶対に笑ってはいけない名探偵24時（2015年12月31日 - 2016年1月1日）
  - 絶対に笑ってはいけない科学博士24時（2016年12月31日 - 2017年1月1日）
  - 絶対に笑ってはいけないアメリカンポリス24時!（2017年12月31日 - 2018年1月1日）
  - 絶対に笑ってはいけないトレジャーハンター24時!（2018年12月31日 - 2019年1月1日）
  - 絶対に笑ってはいけない青春ハイスクール24時!（2019年12月31日 - 2020年1月1日）
  - 絶対に笑ってはいけない大貧民GoToラスベガス24時!（2020年12月31日 - 2021年1月1日）
- 爆笑 大日本アカン警察（2009年12月28日・2010年3月29日、フジテレビ）
- 7時ですよーだ（2010年9月2日、毎日放送/関西ローカル）
- HEY!HEY!HEY! MUSIC CHAMP（2013年 - 2015年、フジテレビ）
- リンカーン芸人大運動会（2014年 - 2019年、TBS）
- HEY!HEY!NEO!（2015年 - 2021年、フジテレビ）
- FNSお笑い祭（2015年12月28日、フジテレビ）
- ダウンタウンタイムズ（2016年2月8日、日本テレビ）
- お笑いアカデミー賞（2021年 - 2023年、TBSテレビ）
- ダウンタウンvsZ世代 ヤバイ昭和あり?なし?（2022年 - 2023年、日本テレビ）

- 素人名人会（1982年6月6日、毎日放送/関西ローカル）※テレビデビュー[注 8]
- 笑ってる場合ですよ!（1982年8月25日・8月26日・8月27日・8月30日・8月31日、フジテレビ）[注 9]
- ザ・テレビ演芸（1982年12月12日、テレビ朝日）[注 10]
- 第13回NHK上方漫才コンテスト（1983年3月5日、NHK総合/関西ローカル）[注 9]
- '84ABC漫才・落語新人コンクール（1984年1月16日、朝日放送/関西ローカル「ABCホリデーワイド」枠）
- 第14回NHK上方漫才コンテスト（1984年3月、NHK総合/関西ローカル）
- 第19回上方漫才大賞（1984年、関西テレビ/関西ローカル）
- お笑いネットワーク（1984年、読売テレビ/関西ローカル）
- 笑わなあかん夜（1984年5月7日、毎日放送/関西ローカル）
- エキスタ寄席（1984年7月10日、朝日放送/関西ローカル）
- THAT'S MANZAI（1984年、朝日放送/関西ローカル）
- 新春マンザイ最前戦（1985年1月、サンテレビ/関西ローカル）
- '85ABC漫才・落語新人コンクール（1985年1月15日、朝日放送/関西ローカル「ABCホリデーワイド」枠）[注 11]
- お笑いスター誕生!!（1985年1月19日・1月28日・3月16日・3月23日、5月4日、1986年7月19日、日本テレビ）
- パーティー野郎ぜ!（1985年2月13日、テレビ朝日）
- サブロー・シローの爆笑最前線（1985年、関西テレビ/関西ローカル）
- お笑い春の祭典（1985年4月28日、TBSテレビ/関東ローカル）
- BK芸能チャンネルスペシャル（1985年5月8日、NHK総合）
- お笑い花月劇場 初恋うつむきかげん（1985年5月19日、朝日放送/関西ローカル）
- 100万円争奪!爆笑エンターティナー全員集合（1985年6月29日、読売テレビ/関西ローカル）
- さよなら'85 笑って笑って大みそか（1985年12月31日、フジテレビ）
- 初詣!爆笑ヒットパレード（1986年 - 1992年、1月1日、フジテレビ）
  - たけし・さんまの第19回初詣!爆笑ヒットパレード!!（1986年1月1日）[注 12]
  - 第20回初詣!爆笑ヒットパレード（1987年1月1日）
  - 第21回初詣!爆笑ヒットパレード 完全4元生放送 お笑い超豪華決定版（1988年1月1日）
  - 第22回初詣!爆笑ヒットパレード 4時間半3元生中継（1989年1月1日）
  - 第23回初詣!爆笑ヒットパレード 5元生放送（1990年1月1日）
  - 第24回初詣!爆笑ヒットパレード（1991年1月1日）
  - 第25回初詣!爆笑ヒットパレード（1992年1月1日）
- お笑いオールスター吉本まつり 発表!!花月大賞（1986年1月6日、朝日放送/関西ローカル）
- '86ABC漫才・落語新人コンクール（1986年1月15日、朝日放送/関西ローカル「ABCホリデーワイド」枠）
- 花王名人劇場 おもしろ新人類〜阪神・巨人・小朝も大笑い!!〜（1986年2月2日、関西テレビ）
- 冗談画報（1986年3月26日・1987年8月5日、フジテレビ/関東ローカル）
- 第21回上方漫才大賞（1986年4月19日、関西テレビ/関西ローカル）
- 追う男（1986年7月12日、NHK総合「ドラマ人間模様」枠）[注 13]
- お笑い新鮮組（1986年8月11日、読売テレビ/関西ローカル）
- 河田町プッツン意思表示（1986年9月9日、フジテレビ「火曜ワイドスペシャル」枠）
- お正月まであと12時間 笑って笑って大みそか（1986年12月31日、フジテレビ）
- エンドレスナイトスペシャル（1986年12月31日、関西テレビ）
- 第15回日本放送演芸大賞（1987年1月3日、関西テレビ）
- オール吉本新春バラエティー（1987年1月3日、朝日放送/関西ローカル）
- 花王名人劇場 おもしろ文珍CLUB 新しい時代 - 新しい笑い（1987年1月25日、関西テレビ）
- 花王名人劇場 男マンザイ過激に集合（1987年3月22日、関西テレビ）
- 第7回花王名人大賞（1987年3月29日、関西テレビ）
- 第22回上方漫才大賞（1987年、関西テレビ/関西ローカル）
- さんま・鶴瓶のラ・テ 二元生放送 ヤンタン・とんねるず野球大会（1987年5月3日、毎日放送/関西ローカル）
- 漫才MANZAIマンザイ'87夏（1987年7月8日、テレビ朝日「新・水曜スペシャル」枠）
- あどりぶランド（1987年8月12日、毎日放送/関西ローカル）
- '87MBS超ワイド祭り 第3部（1987年8月29日、毎日放送/関西ローカル）
- 花王名人劇場 独占中継!よしもと笑いの殿堂今日オープン（1987年11月1日、関西テレビ）
- なんばグランド花月開場記念 爆笑スーパーライブ（1987年11月7日、毎日放送/関西ローカル）
- 初笑い浪花の陣（1988年1月3日・1989年1月3日・1990年1月2日、朝日放送/関西ローカル）
- 花王名人劇場 生中継!オールスター勢揃い 今年も笑っていただきます（1988年1月3日、関西テレビ）
- 楽天的テレビ 寝るまえに跳べ!（1988年4月5日、朝日放送/関西ローカル）
- 花王名人劇場 DokiDokiスペシャル 元気印はピット'IN（1988年4月10日、関西テレビ）
- 第23回上方漫才大賞（1988年4月29日、関西テレビ/関西ローカル）
- ときめきタイムリー（1988年4月30日、読売テレビ/関西ローカル）
- ヤンタン対仲村トオル 野球大会 ‐メンバー集合で生放送‐（1988年5月2日、毎日放送/関西ローカル）
- 花王名人劇場 やすしきよしのドキドキ生放送!オール爆笑マンザイ（1988年6月19日、関西テレビ）
- 素敵!KEI-SHU5（1988年2月11日・8月9日・10月3日、関西テレビ/関西ローカル）
- お笑い夏の祭典（1988年7月24日、テレビ朝日/関東ローカル）
- よみうりテレビ夏まつり'88 新社屋初放送 開局30周年記念新たなる出発!YTVの顔勢揃い&新社屋サバイバルクイズ!!（1988年8月27日、読売テレビ/関西ローカル）[注 14]
- 花王名人劇場 売れっ子漫才・ルーツ発見!（1988年8月28日、関西テレビ）
- MBS超ワイド祭り・初秋の豪華フルコーステレビ 第3部（1988年9月3日、毎日放送/関西ローカル）
- お笑い秋の祭典（1988年、テレビ朝日/関東ローカル）
- 花王名人劇場 感謝をこめて10周年記念特別番組 勢揃い!漫才オールスター（1988年10月9日、関西テレビ）
- ノックは無用!（1988年10月22日、関西テレビ/関西ローカル）
- CLUB紳助（1988年10月22日、朝日放送）
- 花王名人劇場 1万人が笑った!マンザイ大爆発!（1988年11月13日、関西テレビ）
- 加古川チャリティショー（1988年12月25日、サンテレビ/関西ローカル）
- '88笑って笑って大みそか（1988年12月31日、フジテレビ）
- 所&邦子の笑いもん勝ち!（1989年1月3日、TBS/関東ローカル）
- 春だ!春だよ!笑売繁盛!（1989年1月4日、毎日放送/関西ローカル）
- 第10回ABCお笑い新人グランプリ（1989年1月16日、毎日放送/関西ローカル「ABCホリデーワイド」枠）
- 第49回ホリデーワイド午前の部 西川きよしの爆笑春一番!!（1989年3月23日、朝日放送「ABCホリデーワイド」枠）
- 遊々!文珍クラブ（1989年3月26日、朝日放送/関西ローカル）
- 春満開!超人気NEWマンザイ!お笑いスター総登場（1989年4月5日、日本テレビ）
- すばらしき仲間II（1989年4月16日、中部日本放送）
- 第24回上方漫才大賞（1989年5月3日、関西テレビ/関西ローカル）
- ワイドYOU（1989年5月4日、日本テレビ）
- FNSの日（1990年 - 1993年・1995年、2001年・2008年、2009年、2011年 - 2013年、フジテレビ）
  - FNSスーパースペシャル一億人のテレビ夢列島'89（1989年7月16日）

「笑っていいとも!増刊号デラックス」・「タモリ・さんまの癒しのコーナー」
  - FNSスーパースペシャル1億人のテレビ夢列島'90（1990年7月21日）[注 15]
  - FNSスーパースペシャル1億2000万人のテレビ夢列島'91（1991年7月20日 - 21日）
  - FNSの日スーパースペシャル1億2000万人の平成教育テレビ（1992年7月18日）[注 16]
  - FNS大サービスバラエティー1億2450万人の平成教育テレビ（1993年7月24日）[注 17]
  - FNSの日・1億2500万人の超夢列島〜そのうちなんとか…23時間（1995年7月15日）[注 18]
  - FNS ALLSTARS 27時間笑いの夢列島（2001年7月21日）[注 19]
  - FNS27時間テレビ!! みんな笑顔のひょうきん夢列島!!（2008年7月26日 - 27日）[注 20]
  - FNSの日26時間テレビ2009 超笑顔パレード 爆笑!お台場合宿!!（2009年7月26日）[注 21]
  - FNS27時間テレビ めちゃ2デジッてるッ! 笑顔になれなきゃテレビじゃないじゃ〜ん!!（2011年7月24日）[注 22]
  - FNS27時間テレビ 笑っていいとも! 真夏の超団結特大号!! 徹夜でがんばっちゃってもいいかな?（2012年7月22日）[注 23]
  - FNS27時間テレビ 女子力全開2013 乙女の笑顔が明日をつくる!!（2013年8月4日）[注 24]
- 24時間テレビ 愛は地球を救う12（1989年8月26日、日本テレビ）[注 25]
- 秋全開!超人気NEWマンザイ!お笑いスター総登場PART2（1989年10月4日、日本テレビ）
- 緊急UFOソ連現地取材特報!! ビートたけしVS矢追純一 UFO対談（1989年12月31日、日本テレビ）
- タケちゃんの笑って逃げきる大晦日〜バラエティ30年史〜（1989年12月31日、フジテレビ）
- 不眠不休のデスマッチ 5時間10分笑えますか!?（1989年12月31日、日本テレビ/関東ローカル）
- オールスター激突クイズ 当たってくだけろ!（1990年・1991年、TBS）
- 女はダバダ…（1990年1月14日、フジテレビ）
- どちら様も!!笑ってヨロシク（1990年2月7日、日本テレビ）
- 邦ちゃんのやまだかつてないテレビ（1990年2月21日・28日、フジテレビ）
- 第1回有名人顔面相似形大賞（1990年3月8日、日本テレビ）
- 知ってるつもり?!「榎本健一」（1990年、3月18日、日本テレビ）
- スーパークイズスペシャル（1990年 - 1991年・1993年、日本テレビ）
  - 4月は人気番組でSHOW by ショーバイ!!（1990年4月11日・1991年4月3日）
  - 秋は人気番組でSHOW by ショーバイ!!（1990年10月3日）
  - 10月は人気番組でSHOW by ショーバイ!!世界まる見えマジカルで笑ってヨロシク!!（1991年10月2日）[注 26]
  - 秋は人気番組で!!SHOW by ショーバイ世界まる見えマジカル頭脳で笑ってヨロシクどんなMONだい?!（1993年10月6日）[注 27]
- 所さんのまっかなテレビ（1990年5月21日、日本テレビ）
- ウワサの吉本新喜劇 東京大決戦（1990年5月27日、関西テレビ「花王ファミリースペシャル」）
- スター爆笑Q&A（1990年6月18日、日本テレビ）
- プロ野球ニュース（1990年7月9日、フジテレビ）
- シンデレラナイト ときめきパフォーマンス（1990年9月12日、テレビ西日本）
- ウッチャンナンチャンのやるならやらねば!野望の王国スペシャル情熱の嵐で舞い上がれもうハラわれそう!（1991年4月6日、フジテレビ）[注 28]
- 木曜スペシャル 地球の怒り!これが世界の天災だ!（1990年7月12日、日本テレビ「木曜スペシャル」枠）
- LIVE笑ME!（1990年8月24日、日本テレビ）
- EXテレビ（1990年8月28日・10月16日・12月18日・1991年1月8日・5月14日、日本テレビ）
- MBS超ワイド祭り「ご贔屓いただいて40年」2部（1990年9月1日、毎日放送/関西ローカル）
- アッコのおかしな仲間（1990年9月8日、日本テレビ）
- なにわ笑いの王国 漫才王国 金も名誉も実力次第（1990年9月15日、NHK衛星第2テレビジョン）
- テレビ探偵団（1990年9月30日、TBS）
- 欽ちゃんの爆笑仮装コンテスト! 第31回全日本仮装大賞（1990年10月7日、日本テレビ）[注 29]
- 夜も一生けんめい。（1990年11月10日、日本テレビ）
- 上岡龍太郎にはダマされないぞ!（1990年12月12日、フジテレビ）
- クイズ年末はSHOW by ショーバイ!!（1990年12月26日、日本テレビ）
- FNS番組対抗!なるほど!ザ・春秋の祭典スペシャル（1991年‐1994年、フジテレビ）
  - 秋の祭典（1991年9月30日・1992年9月29日・1993年10月4日・1994年10月3日）
  - 春の祭典（1992年3月30日・1993年3月29日・1994年3月29日）[注 30]
- MOGITATE!バナナ大使（1991年1月11日、TBS）
- 吉本新喜劇 東京極楽公演（1991年4月12日、TBS）
- 笑いの王国（1991年9月29日、テレビ朝日/関東ローカル）
- 徹子の部屋（1991年10月21日、テレビ朝日）
- '91 FNN年末報道スペシャル ニュースが目にしみる（1991年12月22日、フジテレビ）
- 木曜スペシャル ズームイン!ザ・ワールド（1992年3月19日「木曜スペシャル」枠）
- アッコにおまかせ!（1992年10月25日、TBS）
- 春の人気番組勢揃い!!（秘）テレビの裏側大公開（1993年3月22日、日本テレビ）
  - ダウンタウン・楽屋でのできごと
- ニュースステーション（1993年3月25日、テレビ朝日）
- スーパー電波バザール 年越しジャンボ同窓会（1993年12月31日、日本テレビ）
- 春満開!!志村けんはいかがでしょう特大版（1994年3月23日、フジテレビ）
- 志村けんのバカ殿様（1995年・1998年、フジテレビ）
  - 志村けんのバカ殿様!新春スペシャル（1995年1月4日）
  - 新春!初笑い!!志村けんのバカ殿様（1998年1月3日）
- ちいちい地井武男は53歳のアイドル（1995年7月9日、関西テレビ）
- FNS番組対抗!ザ・秋の祭典スペシャル（1995年9月25日、フジテレビ）[注 31]
- 第46回NHK紅白歌合戦（1995年12月31日、NHK総合）[注 32]
- 輝く日本の星!ダウンタウンを創る!（1996年11月6日・11月13日・12月11日、TBS）
- パパパパパフィー（1997年10月8日・1998年3月21日、テレビ朝日）
- ミュージックステーション（1997年・1998年、テレビ朝日）
  - エキセントリック少年ボウイオールスターズとして出演（1997年10月31日）
  - 日影の忍者勝彦オールスターズとして出演（1998年6月5日）
- ミュージックステーションスペシャル SUPER LIVE'97（1997年12月26日）[注 33]
- 速報!歌の大辞テン（1997年11月5日、日本テレビ）
- 超コメディ60!（1998年5月7日、毎日放送）
- いろもん豪華特別版（1998年6月6日、日本テレビ）
- カウントダウンTV上半期スペシャル（1998年6月27日、TBS）[注 34]
- BEST HIT TV 負けたくないし負けてないSP（2001年9月30日、テレビ朝日）
- 第43回輝く!日本レコード大賞（2001年12月31日、TBS）[注 35]
- 第52回NHK紅白歌合戦（2001年12月31日、NHK総合）[注 36]
- “LAUGH & PEACE”笑いはニッポンを救う。（2002年10月5日、日本テレビ）
- 独占生中継！よしもと芸人史上最大の宴会! ミナミではしゃがナイト!（2012年4月8日、朝日放送/関西ローカル）
- 笑っていいとも! グランドフィナーレ 感謝の超特大号（2014年3月31日、フジテレビ）

- おっと!モモンガPart2 おもしろREVOLUTION（1985年10月 - 1986年5月、ラジオ大阪）[注 37]
- 心斎橋お笑い探検隊（1985年10月 - 1986年3月、ラジオ大阪）
- 真夜中のなか（1986年8月 - 1987年4月、毎日放送ラジオ）
- 2丁目ダウンタウン（1986年10月 - 1989年3月、ラジオ大阪）
  - ラジオ2丁目劇場（1987年 - 1989年、ラジオ大阪）
- ABCお笑い劇場（1987年3月4日、ABCラジオ）※ゲスト出演
- MBSヤングタウン木曜日[注 38]（1987年8月 - 1991年10月、毎日放送ラジオ）
- ロッテヤンスタNo1（1987年 - 1989年、ニッポン放送）
- コサキン無理矢理100%（1990年、TBSラジオ）※ゲスト出演
- 上方漫才の道（ラジオ大阪）- 数回出演。
- ロンドンブーツ1号2号のオールナイトニッポン（ニッポン放送）※HEY!HEY!HEY!の特番終わりで横浜アリーナの会議室からの放送中、当時Re:japanのメンバーだったココリコ・間寛平・東野幸治・藤井隆・山田花子と共に乱入という形で出演。
- ゴッドアフタヌーン アッコのいいかげんに1000回（2021年2月20日、ニッポン放送）※番組30周年のお祝いにゲスト出演。

- ミスタードーナツ（1986年）[21][注 39]
- 吉本興業 - なんばグランド花月（吉本会館NGKシアター）こけら落しのCM （1987年/関西ローカル）
- 日本旅行 - 「赤い風船」（1987年/関西ローカル）
- 郵政省 - 保険業務（1987年）
- 三洋電機 - 洗濯機（1987年）
- HONDA - スクーター「DIO」（1987年 - 1988年/関西ローカル）
- 大阪ガス - シャワーキャンペーン「 ビンビンシャワー」（1988年/関西ローカル）
- 富士写真フイルム （1988年）
- 4時ですよーだ好きやねんスペシャル招待告知 (1988年/関西ローカル 毎日放送のみ)
- ハウス食品 - インスタントラーメン「好きやねん」（1988年 - 1989年/関西ローカル）[22][注 40]
- 松下電器産業 - VHSビデオカメラ「MACLORD VHS Movie NV-M10」（1989年）『夢で逢えたら』のレギュラーとして出演
- サントリー - 缶紅茶「テス」（1989年 - 1990年）[注 41]
- 興和新薬 - 鎮痒薬「ウナコーワ」（1990年）
- ユニベール - 求人情報サービス「ダイヤルピポQ」（1990年 - 1991年/関東ローカル）
- トヨタ自動車 - 「60日間ウェルカム大作戦」「ウェルカム大作戦 Part.2」「ウェルカム（カーケア）大作戦」（1991年 - 1994年）[23]
- ハドソン - ゲームソフト「スーパー桃太郎電鉄II」「桃太郎伝説外伝」「高橋名人の大冒険島」（1991年 - 1992年）
- ロッテ - スナック菓子「SOYA」（1992年/関東ローカル）
- ロッテ - チューインガム「FRESH」（1992年）[注 42]
- すかんち - 「恋のミラクルサマー」（1992年）ナレーションのみ
- 第一興商 - カラオケルーム店舗「ビッグエコー」（1992年）
- フジテレビ - 哲学〜フジテレビ・秋のキャンペーン（1992年9月）[注 43]
- キリンビバレッジ - 炭酸飲料「OSMO（オズモ）」（1992年 - 1993年）
- am/pm - 「おこめサンド」「とれたて弁当」とれたて安心二重丸シリーズ（1992年 - 1995年）
- ロッテ - チューインガム「フラボノガム」（1993年）
- ロッテ - スナック菓子「ベーカリー家族」「POPOLI（ポポリ）」（1993年 - 1994年）
- ソニー・ピクチャーズ・エンタテインメント - 映画「ロビン・フッド キング・オブ・タイツ」（1993年）
- 日本コカ・コーラ - 缶コーヒー「Zotto（ゾット）」（1996年）
- 日本コカ・コーラ - 缶コーヒー「GEORGIA（ジョージア）」『明日があるさ』CMドラマシリーズ （2000年 - 2002年）[24][注 44]
- ドワンゴ - 着信メロディ「着と〜く」「イロメロミックス」（2004年 - 2006年）
- フィールズ - パチンコ幾「CR明日があるさ よしもとワールド」（2005年）[注 45]
- 日本コカ・コーラ - 缶コーヒー「ジョージア」 『エメマンバトル』（2010年）[注 46]
- サントリー - ペプシNEX（2013年）声のみ出演。
- スマートニュース（2020年 - 2023年）［無料クーポン（お得な情報）］篇、［No.1］篇、［無料クーポン（抽選）］篇、［雨雲レーダー］篇、［チラシ］篇
- くら寿司
  - （2020年 - ）「本ずわいがにVS本まぐろフェア」篇、「楽屋で驚く松本さん」篇
  - （2021年12月3日 - ）「楽しむ二人（12月フェア）」編[25][26]

### テレビ朝日との関係
2022年現在、ダウンタウンは『かざあなダウンタウン』を最後にテレビ朝日制作のレギュラー番組は持っていない。2019年3月24日放送『ワイドナショー』（フジテレビ系列）においてゲストの中居正広がテレ朝で同年4月から放送される『中居正広のニュースな会』の話題を取り上げると、松本は「皆さんご存じの通り、テレ朝出禁やから」と明かした。松本は吉本の上層部とテレ朝の上層部の間で対立が生じ、吉本側が「ダウンタウンを出演させない」と通告するとテレ朝側から「いらない」と返事を受けた旨を語っているが、真相は依然不明である。なお、浜田がMCを務める全国ネットレギュラー番組『芸能界常識チェック! 〜トリニクって何の肉!?〜』とスペシャル番組『芸能人格付けチェック』、松本が審査員を務める『M-1グランプリ』はテレ朝でも放送されているが、いずれもANN系列の準キー局である朝日放送テレビ（ABCテレビ）が制作している。また、ABCテレビ主催の『M-1』には2005年大会以降、テレ朝も本社スタジオを決勝戦会場として提供するなど企画協力として制作に参加している。

## 受賞歴
- 1982年 毎日放送 素人名人会 名人賞
- 1982年 第3回今宮こどもえびす新人漫才コンクール 福笑い大賞
- 1982年 フジテレビ 笑ってる場合ですよ! お笑い君こそスターだ! 第32代チャンピオン
- 1984年 第5回ABC漫才・落語新人コンクール 漫才の部 最優秀新人賞
- 1984年 第14回NHK上方漫才コンテスト 優秀賞
- 1985年 第2回花月大賞 花月新人賞
- 1986年 第21回上方漫才大賞 新人奨励賞
- 1987年 第15回日本放送演芸大賞 ホープ賞
- 1987年 第15回日本放送演芸大賞 最優秀ホープ賞
- 1987年 第22回上方漫才大賞 奨励賞
- 1987年 第7回花王名人大賞 最優秀新人賞
- 1988年 第23回上方漫才大賞 奨励賞
- 1989年 第24回上方漫才大賞 大賞

## 作品
- 夕陽家族（1989年10月8日）
- 生きろ・ベンジャミン/いとしのゴルゴ（松本ヴァージョン）（1991年2月21日）
- 生きろ・ベンジャミン/えっ!さよなら（浜田ヴァージョン）（1991年2月21日）
- Grandma Is Still Alive（1994年7月21日）※GEISHA GIRLS名義
- 少年（1995年5月19日）※GEISHA GIRLS名義
- 「エキセントリック少年ボウイ」のテーマ（1997年9月25日）※エキセントリック少年ボウイオールスターズ名義
- 日影の忍者勝彦（1998年5月25日）※日影の忍者勝彦オールスターズ名義
- 明日があるさ（2001年3月28日）※Re:Japan名義
  - この曲で2001年に2度目の紅白歌合戦出場を果たした。
- 明日があるさ UnderGround 2step Remix（2001年7月4日）※Re:Japan名義
- bittersweet samba 〜ニッポンの夜明け前（2002年3月13日）※Re:Japan名義

以上がダウンタウン関連のシングル。
2004年11月に発売された「浜田雅功と槇原敬之」のクリスマスソング『チキンライス』の作詞は松本が担当したりと、共同作業もある。
- GOBU-GOBU（1988年10月21日）
  - CBSソニーより発売されたミニアルバム。歌手デビュー作でもある。所ジョージが詞曲を提供している。
- 万力の国（1991年3月21日）
  - シングル「生きろ・ベンジャミン」（松本バージョンと浜田バージョンの2種類発売）の発売後にリリースされた。松本と浜田によるソロ歌唱曲も収録され、宇崎竜童・所ジョージ・奥田民生・島田紳助などが詞曲を提供している。
- 夢で逢えたら メモリアルアルバム（1992年9月18日）
  - 同番組のサントラ盤
- GEISHA "Remix" GIRLS（1994年8月19日）
- THE GEISHA GIRLS SHOW - 炎の おっさんアワー（1995年5月19日）
- THE GEISHA GIRLS "Remix" SHOW 続・炎のおっさんアワー（1995年6月21日）
  - 坂本龍一プロデュースにより、ニューヨークでCDデビューした際には、"THE GEISHA GIRLS"というユニット名がつけられた。
  - 日本においては、下町にも住宅地があり山の手にも繁華街があることが多いため、ダウンタウンを単に「下町」と訳すと意味が違ってくるためこの名になった。
  - ただこの命名の理由についてはあくまで便宜的なものであり、実際の命名のきっかけとなった出来事がある。これは『ガキの使い』のトーク収録に坂本が観覧に訪れており、後日のトーク収録にてこれについて触れられた。そこから「坂本プロデュースでCDデビューしよう」に及び、「ユニット名は?」との浜田のフリに対し、松本が思わず発した「坂本龍一プロデュース、ゲイシャガールズ!」と発したのが直接のきっかけ。
  - 収録後、乗り気になった番組スタッフがニューヨークに位置する坂本の事務所にプロデュース依頼のオファーを出し、坂本が「ダウンタウンの2人が（レコーディングで）N.Y.に来られるのなら」という条件付きでこれを快諾、ダウンタウンと坂本らによる『THE GEISHA GIRLS』が結成されることになった。アメリカの人気DJ、オービー・トライスも参加している。
- ダウンタウンのごっつええ感じ 音楽全集（1997年12月15日）
  - 番組『ダウンタウンのごっつええ感じ』のサントラ盤
- look up to the sky〜明日があるさ〜（2002年3月27日） ※Re:Japan名義
  - 坂本九の楽曲「見上げてごらん夜の星を」をダウンタウンがカバーしている。

- ダウンタウン物語（1988年）
- OH! MY ハレルヤ（1988年）
- ダウンタウンホラー・大魔神怒る（1989年）
  - ウッチャンナンチャンがゲスト参加したコメディ。
- ダウンタウンの流（1991年）
  - 漫才、ショートコントを収録。
- ダウンタウンのごっつええ感じ コント傑作集 #1〜10（1995年 - 1998年）
  - 同テレビ番組から傑作コントを厳選。
- ダウンタウンのガキの使いやあらへんで!! #1〜13（1995年 - 2000年）
  - 同テレビ番組から傑作トークを厳選。
- 明日があるさ（2001年）

- THE VERY BEST OF ダウンタウンのごっつええ感じ #1〜5（2003年）
- ダウンタウンのガキの使いやあらへんで!! #1〜（2004年 - ）
- リンカーン #1〜17（2010年 - 2014年）
- ダウンタウンの前説 #1〜5（2013年 - 2014年）
- THE VERY BEST ON AIR of ダウンタウンのごっつええ感じ #1〜6（2014年）
- 水曜日のダウンタウン #1〜（2015年 - ）

## 書籍

### 関連書籍
- タモリの、ダウンタウンも世紀末クイズ それ絶対やってみよう2（1991年、扶桑社）ISBN 4594008542
- タモリ・ウッチャンナンチャンのダウンタウンもみんないっしょに世紀末クイズ それ絶対やってみよう3（1992年、扶桑社）ISBN 4594009255
- ダウンタウンのガキの使いやあらへんで!! 1〜6（1995年 - 2003年、ワニブックス）
- 発明将軍ダウンタウン（1996年、日本テレビ放送網）ISBN 4820396064
- ダウンタウンの理由（1997年、集英社）ISBN 4087802388
- ダウンタウンのごっつええ感じ完全大図鑑（1998年、扶桑社）ISBN 4594024688
- ダウンタウンDXのお願い! 名前を呼んで!（1998年、ワニブックス）ISBN 4847012992
- ダウンタウンDXのスーパー国民投票結果発表（1999年、ワニブックス）ISBN 4847013085
- クイック・ジャパン 104（2012年、太田出版）ISBN 4778313429

### 写真集
- ハレルヤ DOWN TOWN COMPOSITION 1988（1988年、ワニブックス）ISBN 4847020715
- 2丁目BOOK（1988年、データハウス）ISBN 4924442623